# پویانمایی ماسه‌ای

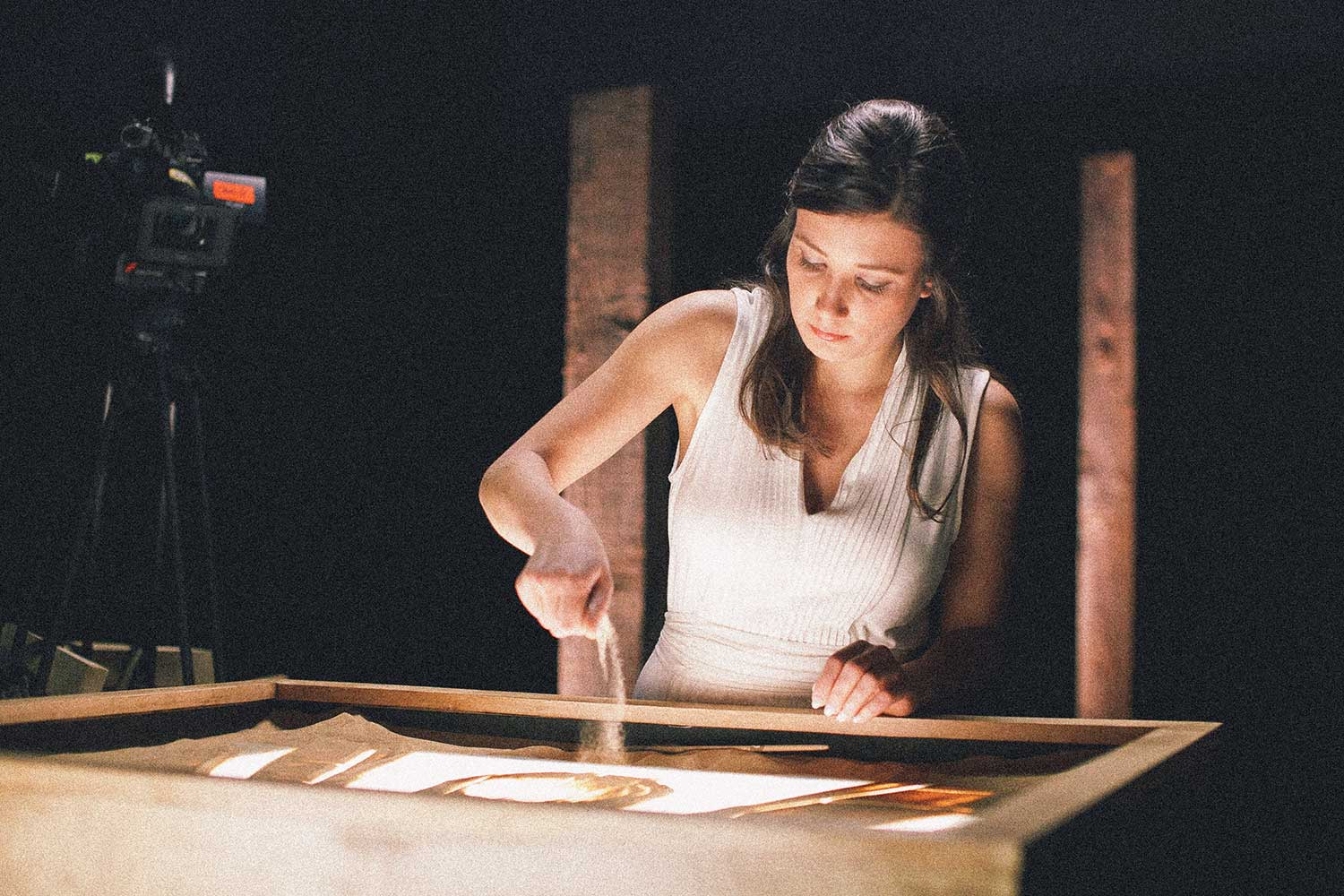
یک زن درحال هنرنمایی با ماسه ها

پویانمایی ماسه‌ای (به انگلیسی: Sand Animation)  نوعی پویانمایی است که با ایجاد تصویر هنرمندانه روی ماسه و ضبط تصاویر از بالا و نوردهی از پایین به وسیلهٔ سامانه‌ای ساده صورت می‌گیرد. این نوع پویانمایی تداول زیادی ندارد، ولی می‌تواند جایگزین به صرفه و سازنده‌ای برای سایر تکنیک‌های دو بعدی باشد.
در این روش، برای ایجاد تصاویر، ماسه را روی یک یا چند سطح افقی شیشه‌ای که روی هم با فاصله قرار گرفته‌اند، پخش می‌کنند و از زیر به آن‌ها نور می‌دهند. در این حالت می‌توان به درجات مختلف خاکستری دست یافت. اگر قشر ماسه را ضخیم‌تر انتخاب نماییم، به طوری که نور نتواند از سطح شیشه و از میان ذرات ماسه بگذرد و به دوربین برسد، رنگ سیاه حاصل می‌شود. بدین ترتیب، قسمت‌هایی از شیشه که بر آن ماسه‌ای نباشد، سفید به نظر خواهند رسید. برای حرکت دادن ماسه‌ها می‌توان از انگشتان دست یا وسایل ساده‌ای چون قلم مو، شانه، چنگال، تکه‌های مقوا و پارچه استفاده کرد. هنرمندانی که با تکنیک انیمیشن ماسه‌ای کار می‌کنند، فقط به کار کردن با سیاه و سفید قانع نمی‌شوند. در این روش می‌توان رنگ را از طریق رنگ آمیزی سطوح شیشه‌ای زیرین یا قرار دادن انواع ژل‌ها و کاغذ در زیر شیشه به دست آورد. همچنین از ماسه‌های رنگی و نوردهی از بالا، می‌توان برای به وجود آوردن اثرات خاصی استفاده کرد.

## تاریخچه
زن و شوهر سوئیسی گیزله و ارنست آنزورگه (Gisele & Ernest Ansorge) ابداع کنندهٔ این شیوه هستند.
از سال ۱۹۶۴ کار با ماسه را آغاز کردند. در کتابی که توسط جشنوارهٔ بین‌المللی انسی، در سال ۱۹۹۴ چاپ شد و شامل مروری بر آثار این زوج هنری بود، توضیح داده شده‌است که: "سه سال طول کشید تا در این تکنیک مهارت به دست آورند.
اِرنِست باید میز انیمیشن را تنظیم و اصلاح می‌کرد و گیزله باید در تکنیک استاد می‌شد. فیلم کلاغ‌ها (The Ravens) در سال ۱۹۶۸ در جشنوارهٔ تورز (Tours Festival) به نمایش در آمد و به خوبی مورد استقبال قرار گرفت. انیمیشن ماسه‌ای نه تنها با شخصیت گیزله سازگار بود و نتایج استثنایی به بار آورد، بلکه سبب شد که آن‌ها وارد دایرهٔ جذاب انیماتورهای شناخته شدهٔ بین‌المللی شوند، چیزی که هیچ هنرمند سوئیسی دیگری موفق به انجام آن نشده بود. به همین دلیل آن‌ها تکنیک‌های دیگر انیمیشن را کنار گذاشتند و آنچه را که خودشان ابداع کرده بودند توسعه دادند و با تعصب، روش مستقل خود در دیدن و فکر کردن و روش‌های کار هنری خود را محفوظ نگاه داشتند. ولی به غیر از شهرت بین‌المللی، انیمیشن ماسه‌ای هرگز برای آن‌ها سودآور نبود.
میز انیمیشنی که گیزله آنزورگه استفاده می‌کرد، مشابه به سایر وسایلی بود که برای فیلمبرداری انیمیشن دو بعدی به کار می‌رود. البته سطح روی میز تغییر یافته بود تا با ماسه سازگار باشد. در بالای سطح اولی، شیشهٔ شیری رنگی که از زیر به آن نور داده می‌شد، دو یا سه سطح شیشه‌ای دیگر با فاصلهٔ تقریبی ۲۰ سانتیمتر از یکدیگر قرار گرفته بود، تا سطوح متفاوتی از انیمیشن را امکان‌پذیر کند.

## نمونه‌ها
- مسخ آقای سامسا (The Metamorphosis Of Mr. Samsa) ساختهٔ کارولین لیف
- رقص ماسه (Sand Dance) ساختهٔ ریچارد کُواد (Rich Quade)
- شنبه (Sabbath) ساختهٔ گیزله و ارنست آنزورگه
- اِرل کینگ (The ErlKing) ساختهٔ بن زلکُویچ (Ben Zelkowicz)

## مطالعه بیشتر
۱. مارین فُرنیس، زیبایی شناسی انیمیشن، ترجمهٔ اردشیر کشاورزی، انتشارات دانشگاه صدا و سیما، تابستان ۱۳۸۴، ص ۸۵
۲. مارین فُرنیس، همان، صص ۸۵ و ۸۶
۳. مارین فُرنیس، همان، ص ۸۷
۴. جیان آلبرتو بندازی، یکصد سال سینمای انیمیشن، ترجمهٔ سعید توکلیان، انتشارات دانشکدهٔ صدا و سیما، تابستان ۱۳۸۵، صص ۲۸۶ و ۲۸۷
۵. مارین فُرنیس، همان، ص ۸۸